# Fotografia com pombos

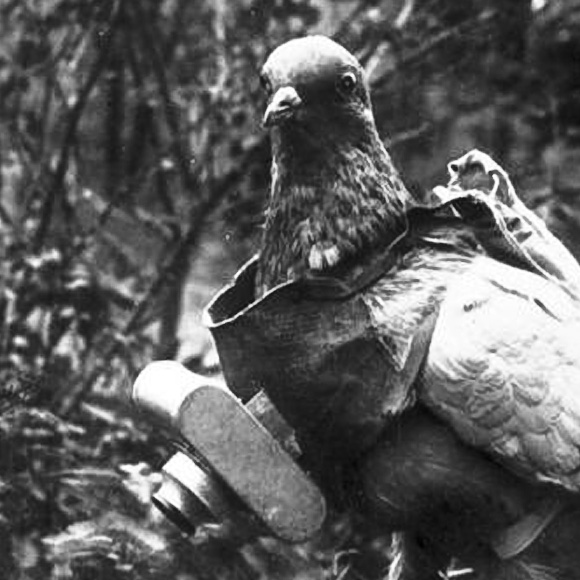
Pombo com câmera alemã em miniatura, provavelmente durante a Primeira Guerra Mundial

A fotografia com pombos é uma técnica de fotografia aérea inventada em 1907 pelo boticário alemão Julius Neubronner, que também usava pombos para entregar medicamentos. Um pombo-correio era equipado com um suporte peitoral de alumínio ao qual podia ser acoplada uma câmera leve em miniatura com retardo de tempo. O pedido de patente alemão de Neubronner foi inicialmente rejeitado, mas foi concedido em dezembro de 1908 depois que ele apresentou fotografias autenticadas tiradas por seus pombos. Ele divulgou a técnica na Exposição Fotográfica Internacional de Dresden, em 1909, e vendeu algumas imagens como cartões postais na Exposição Internacional de Aviação de Frankfurt e nas Feiras Aéreas de Paris de 1910 e 1911.
Inicialmente, o potencial militar da fotografia com pombos para reconhecimento aéreo parecia interessante. Os testes em campos de batalha na Primeira Guerra Mundial forneceram resultados animadores, mas a tecnologia auxiliar de pombais móveis para pombos mensageiros teve o maior impacto. Devido ao rápido desenvolvimento da aviação durante a guerra, o interesse militar na fotografia com pombos diminuiu e Neubronner abandonou seus experimentos. A ideia foi brevemente reavivada na década de 1930 por um relojoeiro suíço e, segundo consta, também pelas forças armadas alemã e francesa. Embora os pombos de guerra tenham sido amplamente utilizados durante a Segunda Guerra Mundial, não se sabe ao certo até que ponto, se é que houve algum, envolvimento das aves no reconhecimento aéreo. Posteriormente, a Agência Central de Inteligência dos Estados Unidos (CIA) desenvolveu uma câmera alimentada por bateria projetada para a fotografia com pombos de espionagem; os detalhes de seu uso permanecem confidenciais.
A fabricação de câmeras suficientemente pequenas e leves com um mecanismo de temporizador e o treinamento e o manuseio dos pombos para carregar as cargas necessárias representaram grandes desafios, assim como o controle limitado sobre a posição, a orientação e a velocidade dos pombos quando as fotografias estavam sendo tiradas. Em 2004, a British Broadcasting Corporation (BBC) utilizou câmeras de televisão em miniatura presas a falcões e açores para obter imagens ao vivo e, atualmente, alguns pesquisadores, entusiastas e artistas também utilizam ‘’crittercams’’ com várias espécies de animais.

## Origens

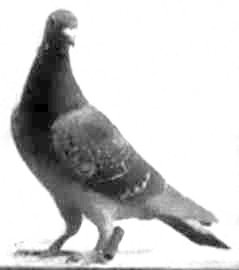
Pombo-correio de quatro anos que fez 15 viagens em um balão

As primeiras fotografias aéreas foram tiradas em 1858 pelo balonista Nadar; em 1860, James Wallace Black tirou as mais antigas fotografias aéreas ainda existentes, também de um balão. Com o contínuo progresso das técnicas fotográficas, no final do século XIX alguns pioneiros colocaram câmeras em objetos voadores não tripulados. Na década de 1880, Arthur Batut fez experimentos com fotografia aérea com pipa. Muitos outros o seguiram, e as fotografias de alta qualidade de Boston tiradas com esse método por William Abner Eddy em 1896 ficaram famosas. Amedee Denisse equipou um foguete com uma câmera e um paraquedas em 1888, e Alfred Nobel também usou a fotografia com foguete em 1897.
Os pombos-correio foram amplamente utilizados no século XIX e no início do século XX, tanto para o correio civil quanto como pombos de guerra. Na Guerra Franco-Prussiana de 1870, o famoso pombo-correio de Paris transportou até 50.000 telegramas microfilmados por voo de pombo de Tours para a capital sitiada. No total, foram entregues 150.000 telegramas particulares individuais e despachos do Estado. Em um experimento de 1889 da Sociedade Técnica Imperial Russa em São Petersburgo, o chefe do corpo de balões russo tirou fotografias aéreas de um balão e enviou os negativos de filme de colódio revelados para o solo por meio de pombos correios.

## Julius Neubronner

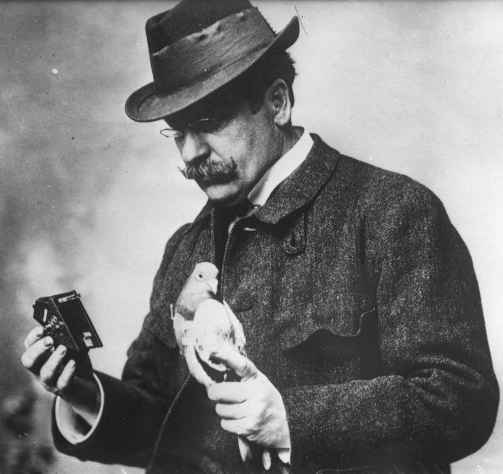
Julius Neubronner (1914)

Em 1903, Julius Neubronner, um boticário da cidade alemã de Kronberg, perto de Frankfurt, retomou uma prática iniciada por seu pai meio século antes e recebia receitas de um sanatório nas proximidades de Falkenstein por meio de pombos. Ele entregava medicamentos urgentes de até 75 gramas pelo mesmo método e posicionava alguns de seus pombos com seu atacadista em Frankfurt para lucrar com entregas mais rápidas. Quando um de seus pombos perdeu a orientação na neblina e misteriosamente chegou, bem alimentado, com quatro semanas de atraso, Neubronner teve a ideia lúdica de equipar seus pombos com câmeras automáticas para rastrear seus caminhos. Essa ideia o levou a fundir seus dois passatempos em um novo "esporte duplo", combinando pombo-correio com fotografia amadora. (Neubronner soube mais tarde que seu pombo estava sob a custódia de um chef de restaurante em Wiesbaden).
Depois de testar com sucesso uma câmera de relógio Ticka [en] em um trem e enquanto andava de trenó, Neubronner iniciou o desenvolvimento de uma câmera leve em miniatura que poderia ser instalada no peito de um pombo por meio de um suporte e uma couraça de alumínio. Usando modelos de câmera de madeira que pesavam de 30 a 75 gramas, os pombos foram cuidadosamente treinados para sua carga. Para tirar uma fotografia aérea, Neubronner carregou um pombo até um local a cerca de 100 quilômetros de sua casa, onde ele foi equipado com uma câmera e solto. A ave, ansiosa para se livrar de seu fardo, normalmente voava para casa por uma rota direta, a uma altura de 50 a 100 metros. Um sistema pneumático na câmera controlava o tempo de atraso antes de a fotografia ser tirada. Para acomodar o pombo sobrecarregado, o pombal tinha uma prancha de pouso espaçosa e elástica e um grande orifício de entrada.

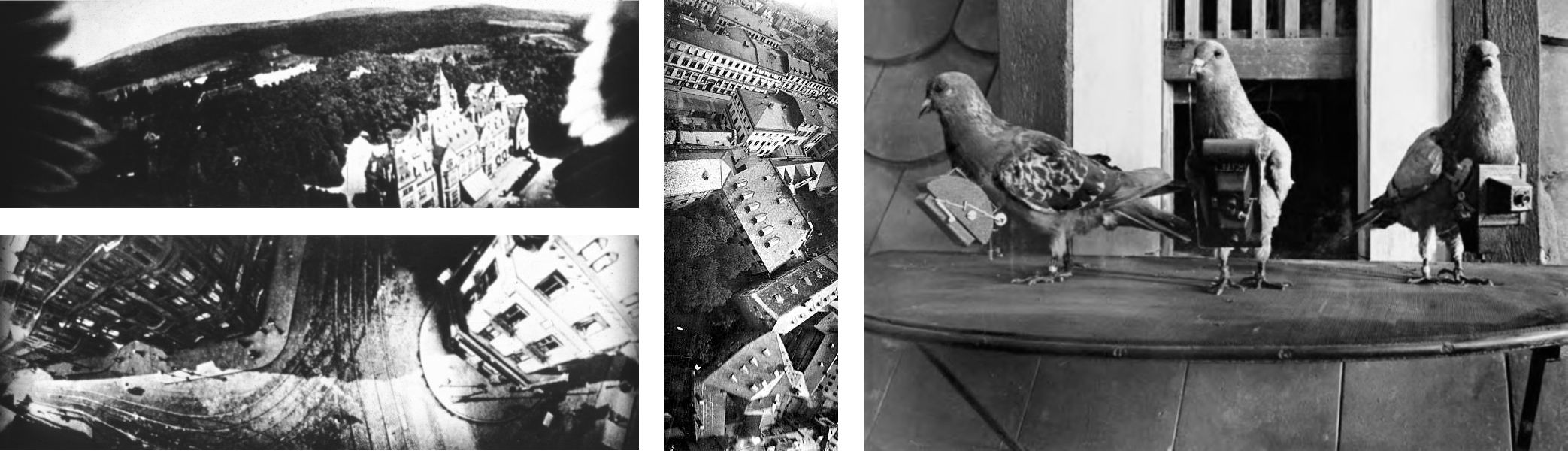
Superior esquerdo: Fotografias aéreas do Schlosshotel Kronberg. Embaixo à esquerda e no centro: Frankfurt. À direita: Pombos equipados com câmeras.

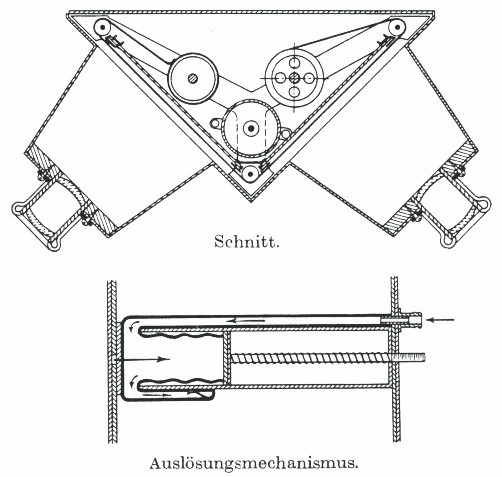
Top: Vista em corte da câmera patenteada para pombos com duas lentes. Parte inferior: Sistema pneumático. A câmera era ativada inflando a câmara à esquerda. À medida que o ar escapava lentamente pelo tubo capilar na parte inferior, o pistão voltava para a esquerda até acionar a exposição.

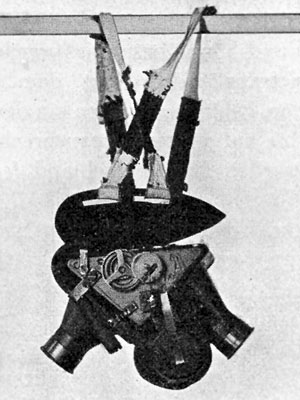
Câmera patenteada com couraça e suporte

De acordo com Neubronner, havia uma dúzia de modelos diferentes de sua câmera. Em 1907, ele teve sucesso suficiente para solicitar uma patente. Inicialmente, sua invenção "Method of and Means for Taking Photographs of Landscapes from Above" foi rejeitada pelo escritório de patentes alemão por ser considerada impossível, mas após a apresentação de fotografias autenticadas, a patente foi concedida em dezembro de 1908. (A rejeição foi baseada em um equívoco sobre a capacidade de carga dos pombos domésticos.) A tecnologia tornou-se amplamente conhecida por meio da participação de Neubronner na Exposição Fotográfica Internacional de 1909 em Dresden e na Exposição Internacional de Aviação de 1909 em Frankfurt. Os espectadores em Dresden puderam assistir à chegada dos pombos, e as fotografias aéreas que eles trouxeram foram transformadas em cartões postais. As fotografias de Neubronner ganharam prêmios em Dresden, bem como nas exposições aéreas de Paris de 1910 e 1911.
Uma fotografia do Schlosshotel Kronberg (então chamado de Schloss Friedrichshof, em homenagem à sua proprietária, Kaiserin Friedrich) ficou famosa devido à inclusão acidental das pontas das asas do fotógrafo. Em uma violação dos direitos autorais, ela foi exibida nos cinemas alemães como parte do cinejornal semanal em 1929.
Em um pequeno livro publicado em 1909, Neubronner descreveu cinco modelos de câmeras:
- A "câmera dupla" descrita na patente tinha duas lentes apontando em direções opostas (para frente/para trás), cada uma com uma distância focal de 40mm. Operada por um único obturador de plano focal, a câmera podia fazer duas exposições simultâneas de placa de vidro [en] em um tempo determinado pelo sistema pneumático.
- Uma câmera estereoscópica tinha características semelhantes, mas ambas as lentes apontavam para a mesma direção.
- Um modelo era capaz de transportar o filme e fazer várias exposições seguidas.
- Um modelo tinha sua lente fixada em um fole [en]. Um mecanismo de tesoura mantinha o fole em seu estado expandido até que a foto fosse tirada, mas condensava-o imediatamente depois. Isso permitiu uma exposição de tamanho 6 cm × 9 cm em uma placa fotográfica, com uma distância focal de 85 mm.
- Em uma câmera panorâmica, o obturador do plano focal foi substituído por uma rotação de 180° da própria lente.[8] Esse modelo foi o fundamento da câmera panorâmica Doppel-Sport, que Neubronner tentou comercializar por volta de 1910. Ela capturava uma visão panorâmica em um filme de 3 cm × 8 cm. No entanto, ela nunca entrou em produção em série.[17]

Em um panfleto de 1920, Neubronner descreveu seu último modelo como pesando um pouco mais de 40 g e sendo capaz de fazer 12 exposições.
Em 2007, um pesquisador observou que há poucas informações técnicas disponíveis sobre lentes, obturadores e a velocidade da mídia fotográfica, mas relatou que Neubronner obteve o filme para sua câmera panorâmica da ADOX [en]. Para essa câmera, ele estimou uma velocidade de filme de ISO 25/15° - 40/17° e uma velocidade de obturador de 1/60 s - 1/100 s. O filme foi cortado no formato 30 mm × 60 mm e dobrado em uma forma côncava para evitar distorções desnecessárias devido ao movimento de semicírculo da lente.
Em 1920, Neubronner descobriu que dez anos de trabalho árduo e despesas consideráveis haviam sido recompensados apenas com sua inclusão em enciclopédias e com a satisfação de que uma tecnologia auxiliar, o pombal móvel (descrito abaixo), havia provado seu valor na guerra. A câmera panorâmica de Neubronner está exposta no Museu Alemão de Tecnologia, em Berlim, e no Deutsches Museum, em Munique.

## Primeira Guerra Mundial

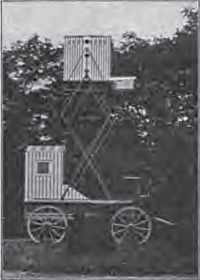
O pombal móvel e a câmara escura de Neubronner, conforme mostrado nas exposições de 1909

A invenção de Neubronner foi motivada, pelo menos parcialmente, pela perspectiva de aplicações militares. Na época, o reconhecimento aéreo fotográfico era possível, mas complicado, pois envolvia balões, pipas ou foguetes. O voo bem-sucedido dos irmãos Wright em 1903 apresentou novas possibilidades, e aeronaves de vigilância foram introduzidas e aperfeiçoadas durante a Primeira Guerra Mundial. Mas a fotografia baseada em pombos, apesar de suas dificuldades práticas, prometia fornecer fotografias complementares e detalhadas tiradas de uma altura menor.
O Ministério de Guerra da Prússia estava interessado, mas um certo ceticismo inicial só pôde ser superado por meio de uma série de demonstrações bem-sucedidas. Os pombos se mostraram relativamente indiferentes a explosões, mas, durante a batalha, um pombal pode precisar ser movido e os pombos podem levar algum tempo para se orientar em sua nova posição. O problema de fazer com que os pombos-correio aceitem um pombal deslocado com o mínimo de treinamento foi abordado com algum sucesso pelo exército italiano por volta de 1880; o capitão de artilharia francês Reynaud resolveu o problema criando os pombos em um pombal itinerante. Não há nenhuma indicação de que Neubronner estivesse ciente desse trabalho, mas ele sabia que deveria haver uma solução, pois tinha ouvido falar de um feirante itinerante que também era criador de pombos [en] com um pombal em seu trailer. Nas exposições de 1909 em Dresden e Frankfurt, ele apresentou uma pequena carruagem que combinava uma câmara escura com um pombal móvel em cores chamativas. Em meses de trabalho árduo, ele treinou pombos jovens para retornarem ao pombal mesmo depois que ele fosse deslocado.
Em 1912, Neubronner completou sua tarefa (definida em 1909) de fotografar o sistema de abastecimento de água em Tegel [en] usando apenas seu pombal móvel. Quase 10 anos de negociações foram programados para terminar em agosto de 1914 com um teste prático em uma manobra em Strasbourg, seguido pela aquisição da invenção pelo Estado. Esses planos foram frustrados com a eclosão da guerra. Neubronner teve de fornecer todos os seus pombos e equipamentos aos militares, que os testaram no campo de batalha com resultados satisfatórios, mas não empregaram a técnica de forma mais ampla.
Em vez disso, sob as novas condições da guerra de exaustão, os pombos de guerra em sua função tradicional de pombo correio tiveram um renascimento. O pombal móvel de Neubronner foi parar na Batalha de Verdun, onde se mostrou tão vantajoso que instalações semelhantes foram usadas em maior escala na Batalha do Somme. Após a guerra, o Ministério da Guerra respondeu à consulta de Neubronner afirmando que o uso de pombos em fotografia aérea não tinha valor militar e que não se justificavam mais experimentos.
O Museu Internacional da Espionagem em Washington D.C. inclui uma réplica de uma câmera de pombo em sua coleção.

## Segunda Guerra Mundial

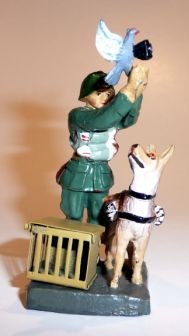
Soldado de brinquedo alemão com pombo-câmera

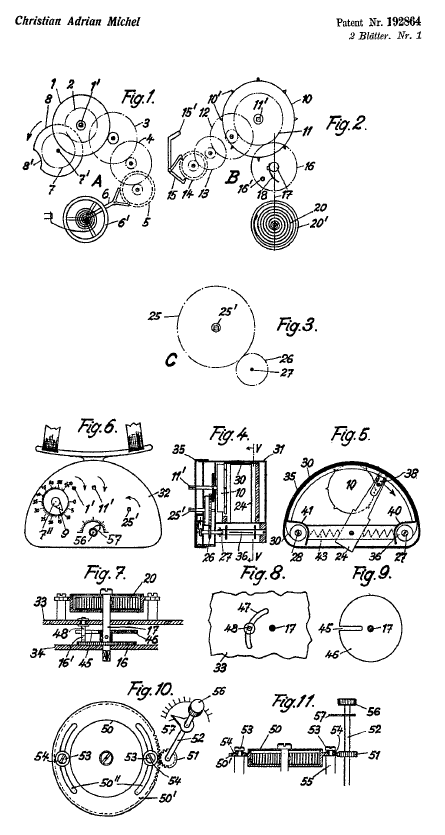
Desenho da patente suíça

Michel criou um manual de operação, mas não conseguiu encontrar um parceiro de produção antes da eclosão da Segunda Guerra Mundial.

Apesar da posição do Ministério da Guerra logo após a Primeira Guerra Mundial, em 1932 foi relatado que o exército alemão estava treinando pombos para a fotografia e que as câmeras de pombos alemãs eram capazes de fazer 200 exposições por voo. No mesmo ano, os franceses alegaram que haviam desenvolvido câmeras de filme para pombos, bem como um método para que as aves fossem soltas atrás das linhas inimigas por cães treinados [en].
Embora os pombos de guerra e os pombais móveis tenham sido usados extensivamente durante a Segunda Guerra Mundial, não está claro até que ponto, se é que foram empregados, para a fotografia aérea. De acordo com um relatório de 1942, o exército soviético descobriu caminhões alemães abandonados com câmeras de pombos que podiam tirar fotos em intervalos de cinco minutos, bem como cães treinados para carregar pombos em cestas. Do lado dos aliados, ainda em 1943, foi relatado que o American Signal Corps estava ciente da possibilidade de adotar a técnica.
No entanto, é certo que, durante a Segunda Guerra Mundial, a fotografia de pombos foi introduzida nas creches alemãs na forma de brinquedos. Por volta de 1935, as figuras de brinquedo produzidas sob a marca ‘’Elastolin’’, algumas das quais mostram elementos anteriores a 1918 com uniformes atualizados, começaram a incluir um soldado do corpo de sinalização com um cão de transporte de pombos. A figura representa um soldado no ato de soltar um pombo que carrega uma câmera de pombo de maior dimensão.
Graças à pesquisa realizada pelo Musée suisse de l'appareil photographique em Vevey, sabe-se muito mais sobre as câmeras de pombo desenvolvidas mais ou menos na mesma época pelo relojoeiro suíço Christian Adrian Michel (1912-1980) em Walde. Ele foi designado para o serviço de pombos-correio do exército suíço em 1931 e, em 1933, começou a trabalhar na adaptação da câmera panorâmica de Neubronner para o filme de 16 mm e a aprimorá-la com um mecanismo para controlar o atraso antes da primeira exposição e para transportar o filme entre as exposições. A câmera de Michel, patenteada em 1937, pesava apenas 70 gramas e pode ter sido uma das primeiras a ter um temporizador operado por um relógio.
O plano de Michel de vender sua câmera para o Exército Suíço fracassou, pois ele não conseguiu encontrar um fabricante para produzi-la em massa; apenas cerca de 100 de suas câmeras foram fabricadas. Após a eclosão da Segunda Guerra Mundial, Michel patenteou um invólucro e um suporte para o transporte de itens como rolos de filme por pombo-correio. Entre 2002 e 2007, três de suas câmeras foram leiloadas pela Christie's em Londres.
O Musée suisse de l'appareil photographique em Vevey possui cerca de 1.000 fotografias tiradas para fins de teste durante o desenvolvimento da câmera de Michel. A maioria das fotos foi tirada com filme Agfa ortopanocromático de 16 mm com velocidade ISO 8/10°. O formato exposto era de 10 mm × 34 mm. A qualidade era suficiente para uma ampliação de dez vezes. No catálogo da exposição Des pigeons photographes? de 2007, elas são classificadas como fotos de teste no chão ou de uma janela, perspectivas humanas do chão ou de pontos elevados, fotografias aéreas baseadas em aviões, fotografias aéreas de altitude relativamente alta que provavelmente foram tiradas por pombos soltos de um avião e apenas um pequeno número de fotografias típicas de pombos.

## Após a Segunda Guerra Mundial

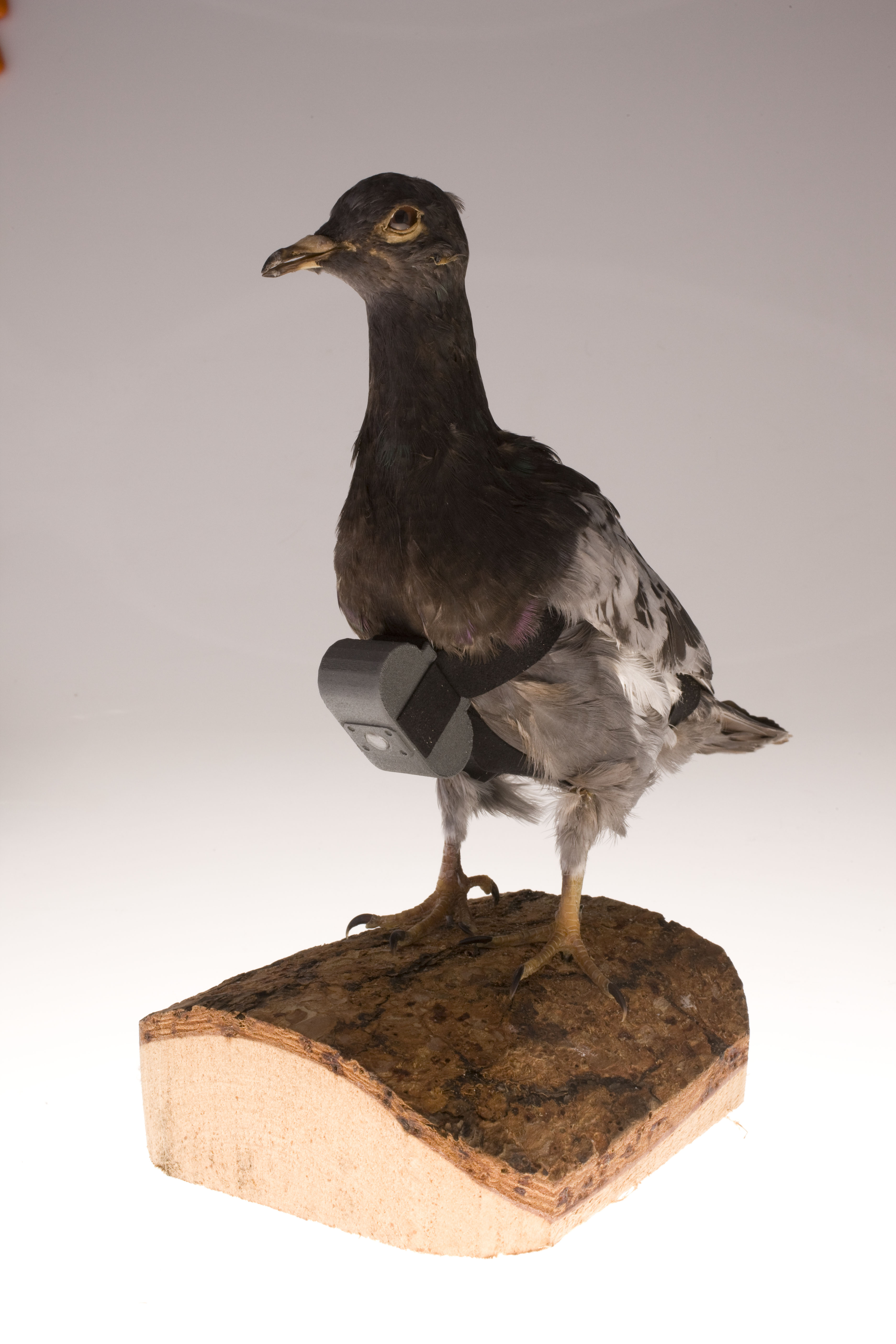
Câmera de pombo no en

No episódio de 1967 "The Bird Who Knew Too Much" da série de televisão The Avengers, espiões estrangeiros usam a fotografia de pombos para obter fotos de uma base secreta britânica e um papagaio falante para contrabandear as informações para fora do país. A Agência Central de Inteligência dos Estados Unidos (CIA) desenvolveu uma câmera de pombo movida a bateria que agora está em exibição no tour virtual do Museu da CIA. De acordo com o site, os detalhes do uso da câmera ainda são confidenciais. Reportagens sugerem que a câmera foi usada na década de 1970, que os pombos foram soltos de aviões e que foi um fracasso. Em 1978, a revista suíça L'Illustré publicou uma fotografia aérea de uma rua em Basel, tirada por um pombo de Febo de Vries-Baumann equipado com uma câmera com mecanismo hidráulico. Em 2002-2003, o artista performático e criador de pombos Amos Latteier fez experimentos com fotografia de pombos usando o Advanced Photo System (APS) e câmeras digitais e transformou os resultados em apresentações de palestras "PowerPointillist" em Portland, Oregon. Em uma adaptação cinematográfica de 2008 da Bela Adormecida pelo diretor alemão Arend Agthe, o príncipe inventa a fotografia de pombos e descobre a Bela Adormecida em uma foto tirada por um pombo.
Na década de 1980, um pequeno número de réplicas de câmeras Doppel-Sport de alta qualidade foi fabricado por Rolf Oberländer. Uma delas foi adquirida em 1999 pelo Museu Suíço de Câmeras em Vevey.
A tecnologia moderna permite a extensão do princípio para câmeras de vídeo. No programa da BBC de 2004, Animal Camera, Steve Leonard apresentou filmes espetaculares feitos por câmeras de televisão em miniatura presas a águias, falcões e açores, transmitidas a um receptor próximo por micro-ondas. As câmeras pesam 28 gramas. Os reprodutores de áudio digital em miniatura com câmeras de vídeo integradas também podem ser acoplados a pombos. Em 2009, os pesquisadores viraram notícia quando um artigo revisado por pares discutiu as percepções obtidas ao acoplar câmeras a albatrozes. As câmeras do tamanho de um batom tiravam uma foto a cada 30 segundos.